# Flossie Donnelly
Flossie Donnelly (2007) es una joven ambientalista irlandesa especializada en el medio marino. Estudiante de secundaria, fue la primera en traer contenedores de basura flotantes a Irlanda, consiguiendo fondos para dos de estos dispositivos que eliminan basura de plástico de las masas de agua.

## Vida
Donnelly creció en Sandycove, en el área de Dublín. Su activismo comenzó en un viaje familiar a Tailandia cuando tenía ocho años. En aquel viaje le sorprendió la cantidad de contaminación por plástico que observó en las playas que visitó, lo que la animó a dedicar la mayor parte de su tiempo de vacaciones a recoger basura del mar y llevarla al hotel en el que se alojaba con su familia. A su regreso a Irlanda, observó que cada vez más basura se acumulaba en las playas locales, y sintió la necesidad de compartir su pasión por proteger la vida marina y concienciar a otros sobre la contaminación plástica. Desde entonces ha recibido varias menciones en la prensa por su trabajo de conservación del medio ambiente y ha sido apodada "la Greta Thunberg de Irlanda".

### Educación
Donnelly es estudiante de secundaria en Booterstown, Dublín. Anteriormente estudió en dos escuelas primarias en Bruselas y una escuela francesa en Dublín. Sus planes para el futuro es estudiar biología marina en Sídney. Su madre, Harriet Donnelly, ha sido su mayor y más temprana mentora y educadora.

### Activismo
Donnelly participa regularmente en huelgas climáticas, ya sea fuera de su escuela o del Dáil Éireann (cámara baja del Parlamento de Irlanda), y organiza limpiezas de playas en Dún Laoghaire y Sandycove, a lo largo de su costa local al sur de Dublín con el objetivo de proteger las costas de Dublín de la contaminación plástica. Creó un grupo de acción y caridad ambiental llamado Flossie & the Beach Cleaners cuando tenía once años para crear conciencia sobre la contaminación plástica y sus consecuencias para los océanos y la vida marina.
Es la primera persona que ha traído los dos primeros contenedores de basura flotantes a Irlanda después de haber recaudado 4.000. Estos dispositivos pueden sacar hasta 83.000 bolsas de plástico o 20.000 botellas de plástico del mar en un año. En el Día Mundial de los Océanos en junio de 2018, encabezó la única Marcha por el Océano de Irlanda en Dún Laoghaire. Habló en un evento de TEDx Dún Laoghaire en octubre de 2018.
En octubre de 2019, el canal de televisión irlandés RTÉjr anunció que la acompañarían durante el viaje de Donnelly al río Citarum en Indonesia, uno de los ríos 'plásticos' más sucios del mundo, en una serie documental de dos partes titulada My Story: The Beach Cleaner. Este fue uno de sus muchos compromisos públicos con las escuelas y los jóvenes en Irlanda sobre las soluciones a la contaminación plástica. También tiene un blog popular para niños en el sitio web de su organización.

En una entrevista con los medios irlandeses en 2019, dijo:
Lo que me inspiró para convertirme en activista fue darme cuenta de que mi generación podría no tener un planeta futuro en el que vivir.
En otra entrevista ese año, dijo:
No quiero que mi generación sufra por lo que ha causado la generación de mis padres.
El activismo de Donnelly es parte de un creciente movimiento juvenil mundial que cree en la equidad intergeneracional en torno a cuestiones climáticas y medioambientales. Aunque reconoce que la situación es grave, también ha mencionado repetidamente que prefiere seguir siendo optimista sobre el futuro. En una entrevista pública en 2019, dijo:
Me gusta saber que estoy luchando por mi futuro y el futuro de mis primos pequeños. Creo firmemente que ser positivo y feliz nos ayudará a salvar nuestro planeta.
Donnelly y su madre trabajan a menudo juntas como un equipo. Además de en su madre, su trabajo se ha inspirado en Greta Thunberg, Cara Augustenberg e Irma Hutabarat. La reacción del público a su trabajo ha sido mayoritariamente positiva.